# Foreman-Gletscher
Der Foreman-Gletscher ist ein Gletscher im Norden der westantarktischen Alexander-I.-Insel. Von den Havre Mountains fließt er in südsüdöstlicher Richtung zum Palestrina-Gletscher.
Der British Antarctic Survey kartierte ihn zwischen 1975 und 1976. Das UK Antarctic Place-Names Committee benannte ihn 1980 nach David Alexander Foreman (* 1947), Flugzeugmechaniker des Survey auf der Adelaide-Insel von 1973 bis 1976.